# Сага за Форсайтови (сериал)
„Сага за Форсайтови“ (на английски: The Forsyte Saga) е телевизионна адаптация на BBC от 1967 г. на поредицата от романи на Джон Голсуърти „Сага за Форсайтови“, и продължението ѝ, трилогията „Модерна комедия“.
Продуциран е от Доналд Уилсън и първоначално е излъчван в 26 епизода в събота вечерта по BBC2 между 7 януари и 1 юли 1967 г. След това е излъчван из цял свят и става първият телевизионен сериал на BBC, продаден на СССР.

## „Сага за Форсайтови“ в България
В България сериалът се излъчва по Българската телевизия през 1971 г. Всички персонажи в сериала се озвучават на български от един артист – Апостол Карамитев, режисьор на дублажа е Елка Йовкова, а тонрежисьор е Трендафилка Немска.